# Царьков, Владимир Георгиевич
Владимир Георгиевич Царьков (14 декабря 1933 — 9 октября 2022) — советский военачальник, командующий Московским округом ПВО (1987—1989), военный лётчик-снайпер, генерал-полковник авиации (7 мая 1989). Заслуженный военный лётчик СССР (1975).

## Биография
Владимир Царьков родился 14 декабря 1933 года в Москве. В 1955 году окончил Борисоглебское военное авиационное училище летчиков. После окончания училища проходил службу в должностях лётчика, старшего лётчика, начальника штаба авиационной эскадрильи, командира авиационного звена, заместителя командира и командира авиационной эскадрильи. В 1970 году окончил Военную командную академию ПВО.
После окончания академии с 1970 года — заместитель командира, а с 1971 по 1973 год — командир истребительного авиационного полка. С 1973 по 1975 год — заместитель командира по авиации — начальник авиации корпуса ПВО. С 1975 по 1977 год — заместитель командующего по авиации — начальник авиации 10-й отдельной армии ПВО (Архангельск). С 1977 по 1978 год — командир 21-го корпуса 10-й отдельной армии ПВО (Североморск).
20 апреля 1978 года Царьков принял решение, утверждённое Владимиром Дмитриевым, сбить пассажирский Boeing 707 корейской авиакомпании над Карелией. Царьков так вспоминает эту ситуацию:
И тут произошел такой неприятный момент: я решил спросить одного из своих подчинённых: «Ну как, мы правильно поступили?» Он встаёт и громогласно заявляет: «Неправильно, товарищ командир!» — «А чего тут неправильного?» — «Мы нарушили приказ министра обороны номер ноль-ноль не открывать огонь по самолётам невоенного предназначения!» — «А что же ты мне не доложил, что это не военного предназначения? Кто это мог определить?» — «Товарищ командир, вы меня не спрашивали!»
В 1978 году назначен начальником штаба авиации Войск ПВО страны. С 1982 по 1987 год — генерал-лейтенант авиации Царьков В. Г. — командующий 4-й отдельной Краснознаменной армией ПВО. В 1987 году назначен командующим войсками Московского округа ПВО. С 1989 по 1991 год — первый заместитель Главнокомандующего Войсками ПВО страны по вопросам ПВО стран Варшавского Договора. В 1992 году уволен в запас. Заслуженный военный летчик СССР.
Женат, имеет сына и дочь.
Скончался 9 октября 2022 года. Похоронен в Москве на Преображенском кладбище.

## Награды и почётные звания
Награждён орденами Трудового Красного Знамени, Красной Звезды, «За службу Родине в Вооружённых Силах СССР» 2-й и 3-й степени, многими медалями.
Указом Президиума Верховного Совета СССР от 14.08.1975 г присвоено звание заслуженный военный летчик СССР.
Лауреат премии Правительства Российской Федерации за значительный вклад в развитие Военно-воздушных сил (17 декабря 2012) — за организацию и руководство строительством и развитием Военно-воздушных сил на соответствующих командных должностях.